# Ajuda mútua
L'ajuda mútua o suport mutu és un concepte de la teoria anarquista i del sindicalisme revolucionari que a la pràctica es tradueix en un pacte segons el qual tots els afiliats a un sindicat responen a totes les agressions que es facin a qualsevol dels altres afiliats, així, en ser més nombrosos, tenen més força. També un sindicat ajuda o respon junt amb els altres sempre que algun altre ho necessiti. Igualment fa referència a la solidaritat entre treballadors, o entre persones en general: qui pot ajuda els altres i espera també poder ser ajudat quan calgui. Un exemple seria la participació en una manifestació pels drets dels pensionistes, segons el principi de l'ajuda mútua els que hi estan d'acord, encara que no siguin pensionistes, es manifestarien amb ells per a donar-los suport. L'autogestió, l'ajuda mútua i el federalisme són els principis bàsics de nombroses entitats anarquistes, entre elles la CNT.
Descriu la cooperació, reciprocitat, i el treball en equip que en el pla econòmic i polític és un dels principals enunciats de l'anarquisme. S'entén cooperació com pacte interessat per totes les parts, així el concepte de suport mutu sosté que els pactes d'associació cooperativa són els que millors resultats donen a llarg termini, ja que afirma que les actituds altruistes desinteressades (pensar primer en els altres a costa d'un mateix) i les egocèntriques explotadores (pensar en un mateix a costa dels altres) són situacions insostenibles a llarg termini.

## Origen del concepte

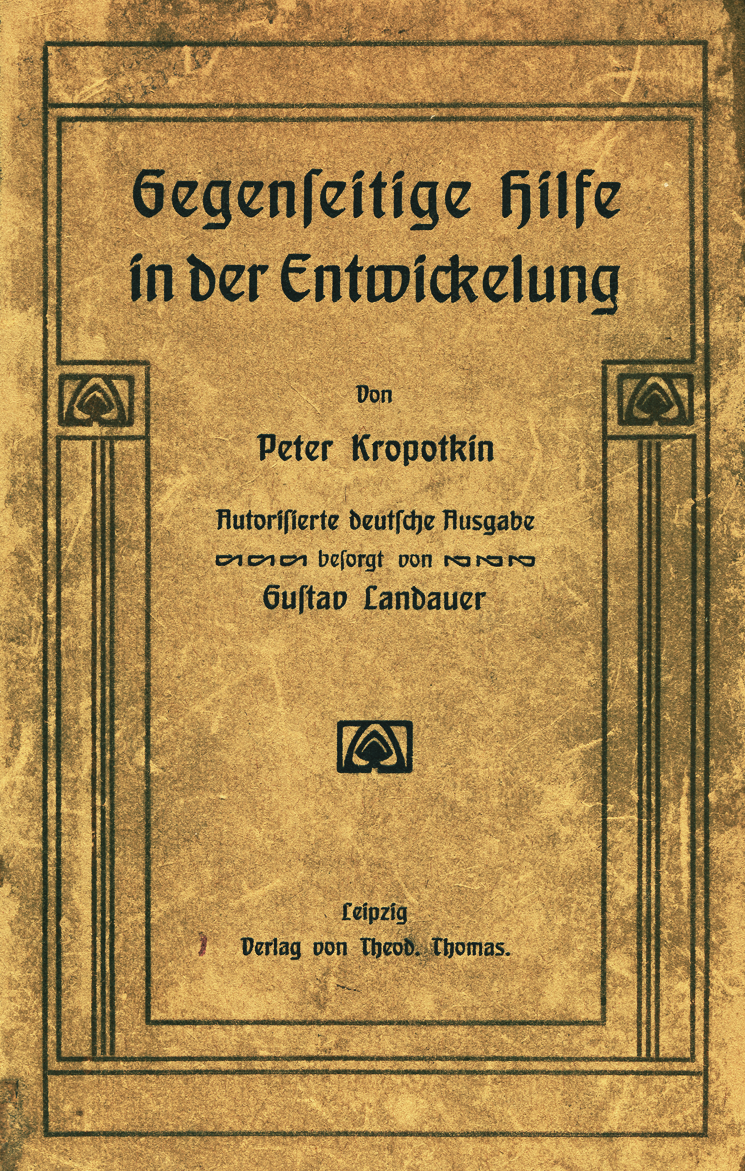
Portada del llibre El suport mutu. Un factor d'evolució en la seva primera edició en alemany, Gegenseitige Hilfe in der Entwickelung, de 1904.

Com a concepte va ser desenvolupat per l'anarquista Piotr Kropotkin. En el seu llibre El suport mutu. Un factor d'evolució, Kropotkin va explorar la utilitat de la cooperació com un mecanisme de supervivència dintre dels animals, amb la finalitat de neutralitzar la concepció d'evolució com una mera competició per la supervivència entre els individus que va subministrar la teoria darwinista social.
Postulava que si bé els espècimens busquen ser els millors entre els de la seva mateixa espècie, alhora la seva lluita per la supervivència no és entre la seva pròpia espècie sinó per a superar entorns hostils, per a això cooperen. Les seves observacions de pobles indígenes a Sibèria el van dur a concloure que no totes les societats humanes eren tan competitives com les europees i, per tant, aquesta competitivitat no és fruit de l'essència natural sinó que es deu a raons culturals, entre d'altres.

## Ajuda mútua i política
En un altre dels seus llibres, La conquesta del pa, Kropotkin va proposar un sistema econòmic basat en l'intercanvi mutu fet en un sistema de cooperació voluntària. La tesi de Kropotkin estava basada sobre la premissa que l'escassetat era innecessària, i que era possible produir els suficients recursos per a satisfer les necessitats de totes les persones treballant solament cinc hores al dia durant la vida adulta, deixant la resta del dia per a satisfer els desitjos pel luxe, si és que es desitgessin. El valor de solidaritat compatible amb el suport mutu no és l'altruisme sinó la generositat i la reciprocitat.
Els anarquistes, qui tenen aquest concepte com un principi de les seves tesis polítiques, argumenten que el suport mutu és incompatible amb la "competència autodestructiva", i incompatible en absolut amb l'Estat. Ja que teòricament està fundat en una idea "altruista" del benestar general mitjançat, el que seria impossible de donar-se, ja que les persones a càrrec d'aquest no deixen de ser persones que no podran deixar el seu interès natural pel seu benestar particular a un costat darrere de tal benestar general, i el fet que la solidaritat "mitjançada" i "coactiva" degenera els vincles associatius i comunitaris i acaba aïllant als individus entre si.